# スポーツ・イラストレイテッド
スポーツ・イラストレイテッド（英語: Sports Illustrated）は、オーセンティック・ブランズ・グループ(ABG)が所有し、theMaven, Inc.が発行するアメリカ合衆国のスポーツ月刊誌である。日本では「スポイラ」「SI」「SI誌」などとも呼ばれる。1954年8月に創刊された。
創刊から長らく週刊であったが、2018年1月からは隔週刊に、2020年1月からは月刊となった。
初めて発行部数100万部を超えた雑誌で、全米雑誌賞総合優秀賞を2度受賞している。1964年から毎年発行されている水着特集号でも知られ、他にも補完的なメディア作品や商品を生み出してきた。
2018年、発行会社のタイム社がメレディス・コーポレーションに売却されたが、メレディス社は同誌が同社のライフスタイル関連の資産と整合性が取れていないとして売却を計画していると述べていた。翌年、メレディスは『スポーツ・イラストレイテッド』をABGに売却すると発表した。メレディス社は当初、ABGからのライセンスの下で印刷版・デジタル版の出版を継続することを計画していたが、ABGは「スポーツ・イラストレイテッド」というブランドを他の市場でも活用することを計画していた。ABGは後に、出版権をデジタルメディア会社であるtheMaven, Inc.に譲渡すると発表した。

## 歴史

### 前史
タイム社により現在の雑誌が1954年に創刊される以前に、『スポーツ・イラストレイテッド』という名前の雑誌が2つあった。1936年、スチュアート・シェフテルはスポーツマンをターゲットに『スポーツ・イラストレイテッド』を創刊した。この雑誌はゴルフ、テニス、スキーに焦点を当て、主要なスポーツに関する記事を掲載していたが、1938年に廃刊となった。シェフテルはデル出版社にこのブランドを売却した。デル社は1949年にこの名前の雑誌を創刊した。デル社の雑誌は、主要なスポーツ（野球、バスケットボール、ボクシング）に焦点を当て、『スポート』などの他の月刊スポーツ雑誌と競合していたが、6号で廃刊となった。

### 創刊
1940年代まで、上記に挙げたものを含め、スポーツ雑誌は全て月刊誌であり、制作スケジュールの関係で最新のスポーツの結果を取り上げることができなかった。すなわち、実際に行われているイベントについて全米的に取り上げる大規模な一般週刊スポーツ誌は存在しなかったのである。そこで、『タイム』誌を支配していたヘンリー・ルースは、そのギャップを埋めるために自社でそのような雑誌を創刊することを検討し始めた。当時、多くの人は、スポーツはジャーナリズムの対象となるものではないと考えており、スポーツニュースで週刊誌を作ることは（特に冬の間は）できないと考えていた。『ライフ』誌のアーネスト・ヘーベマンなど、多くのルースの顧問がこのアイデアを阻止しようとしたが、スポーツファンではなかったルースは、今がその時だと判断した。新しい雑誌の目標は、基本的には雑誌でありながら、スポーツを取り入れたものにすることだった。タイム社の多くの人は、ルースのアイデアを嘲笑した。W・A・スワンバーグによるピューリッツァー賞を受賞したルースの伝記Luce and His Empireによれば、会社の知識人たちは、提案された雑誌を"Muscle"（筋肉）、"Jockstrap"（男子スポーツ選手が使用する局部用サポーターのこと）、"Sweat Socks"（スウェットソックス）などと呼んでいたという。
この雑誌は1954年8月16日に創刊された。当時のキャッチコピーは"not A sports magazine, but THE sports magazine."で、一スポーツ誌にとどまらず、スポーツ誌の代名詞となるべく創刊された。最初の12年間は採算が取れず、特にうまく運営されていたわけではなかったが、ルースが雑誌を創刊したタイミングは良かった。アメリカでの観戦スポーツの人気は爆発的に上昇しようとしていたが、その人気は、アメリカの経済的繁栄、テレビ放送、そして『スポーツ・イラストレイテッド』誌の3つの要素によって大きく牽引されるようになった。
この雑誌の創刊当初は、読者に対する2つの相反する見解の間に挟まれていた。題材の多くはヨット、ポロ、サファリ旅行などの上流階級の活動に向けられていたが、高級志向の広告主は、スポーツファンが市場の重要な部分を占めていることに納得していなかった。

### ラゲール編集長時代
10年以上に渡って赤字が続いた後、1960年代にアンドレ・ラゲールが編集長に就任したことで、同誌の経営はようやく好転した。ラゲールは元々タイム社のヨーロッパ特派員で、後にパリとロンドンのタイム・ライフ・ニュース局のチーフに就任していた。1956年のコルチナ・ダンペッツオ冬季オリンピックを独自に取材し、それがSI誌のオリンピック報道のメインとして使われたことで、ラゲールはヘンリー・ルースの注目を集めた。1956年5月、ルースはラゲールをニューヨークに呼び寄せ、SI誌の副編集長に就任させた。1960年に編集長に就任したラゲールは、発行部数を2倍以上に増やした。彼は、部門別編集者制度を導入し、社内フォーマットを再設計し、その週のスポーツイベントのフルカラー写真をニュース誌では前例のない形で使用した。また、アメリカンフットボールプロリーグに対する国民的関心の高まりをいち早く感じ取った一人でもあった。
またラゲールは、毎号の巻末に長編記事を1本載せるという革新的なコンセプトを打ち出し、これを「ボーナス・ピース」と呼んだ。この詳細な記事は、他のスポーツ雑誌にはないSI誌の特徴となり、また、フランク・デフォードのような伝説的なライターを発掘することとなった。デフォードは、2010年3月にラゲールについて次のように書いている。「彼は葉巻を吸い、スコッチを飲み、太陽を天を越えて移動させた。……彼の編集者としての天才的な才能は、あなたに彼を喜ばせたいと思わせるほどだったが、彼はあなたが自分の独特の方法で書くことによって、それをしてほしいと思っていたのである。」
ラゲールはまた、1964年から始まった毎年恒例の「水着特集号」の発案と制作にも関わっている。この水着特集号は瞬く間に人気を博し、「水着特集号は発行部数が大幅に伸びる」といわれるほど、今でも毎年最も人気のある号となっている。

### 売却
1990年、タイム社はワーナー・コミュニケーションズと合併し、メディア・コングロマリットであるタイム・ワーナーを設立した。2014年、タイム社はタイム・ワーナーから分社化された。2017年11月にはメレディス・コーポレーションがタイム社を買収すると発表し、2018年1月に買収が完了した。しかし、2018年3月にメレディス社は、SI誌などのいくつかの旧タイム社の雑誌ブランドが、同社のライフスタイル志向のブランドと整合していないとして、売却を検討すると表明した。
2019年5月27日、オーセンティック・ブランズ・グループ(ABG)はSI誌を1億1千万ドルで買収する意向を発表した。ABGはブランドやその他の資産を活用し、「ブランドのDNAと遺産に寄り添う」新たな機会を提供していくと述べた。売却発表時には、メレディス社がライセンス契約を締結し、今後少なくとも2年間はSI誌の編集・発行を継続することが明記されていた。しかし、2019年6月18日には、ロス・レビンソンをCEOとする10年契約で、SI誌の編集業務と出版権をデジタルメディア企業のTheMaven, Inc.にライセンスすることが明らかになった。同社は、ジュニア・ブリッジマンによるSI誌買収の入札をバックアップしていた。
2019年10月1日、クリス・ストーンが編集長を退任した。2019年10月2日、ABGとメイヴン社への売却完了に向けて、メイヴン社がSI誌の従業員を40人以上レイオフする準備をしており、その役割を契約ライターで埋めるつもりであると、『ウォール・ストリート・ジャーナル』が報じた。翌日、ABGとメレディス社は買収が完了したことを確認し、メレディス社はスタッフの削減を行ったと述べた。10月29日には、ベテランのスポーツライター、パット・フォアードの採用を発表した。
2023年11月、人工知能（AI）により生成された偽の記事を掲載したというスキャンダルが発覚。2024年1月19日、出版ライセンスが取り消された後に大量レイオフが発生。

## 賞

### スポーツパーソン・オブ・ザ・イヤー
1954年以来、SI誌は毎年、「スポーツマンシップの精神と業績をその年に最も体現した選手やチーム」に対し、スポーツパーソン・オブ・ザ・イヤー(Sportsperson of the Year)を授与している。初のスポーツマン・オブ・ザ・イヤーを受賞したのは、1マイル競走で初めて4分を切る3分59秒4を記録したロジャー・バニスターだった。当初は「スポーツマン・オブ・ザ・イヤー」と称し、女性に授与する場合は「スポーツウーマン・オブ・ザ・イヤー」と呼び替えていたが、後に「スポーツパーソン・オブ・ザ・イヤー」に改称した。

### スポーツマン・オブ・ザ・センチュリー

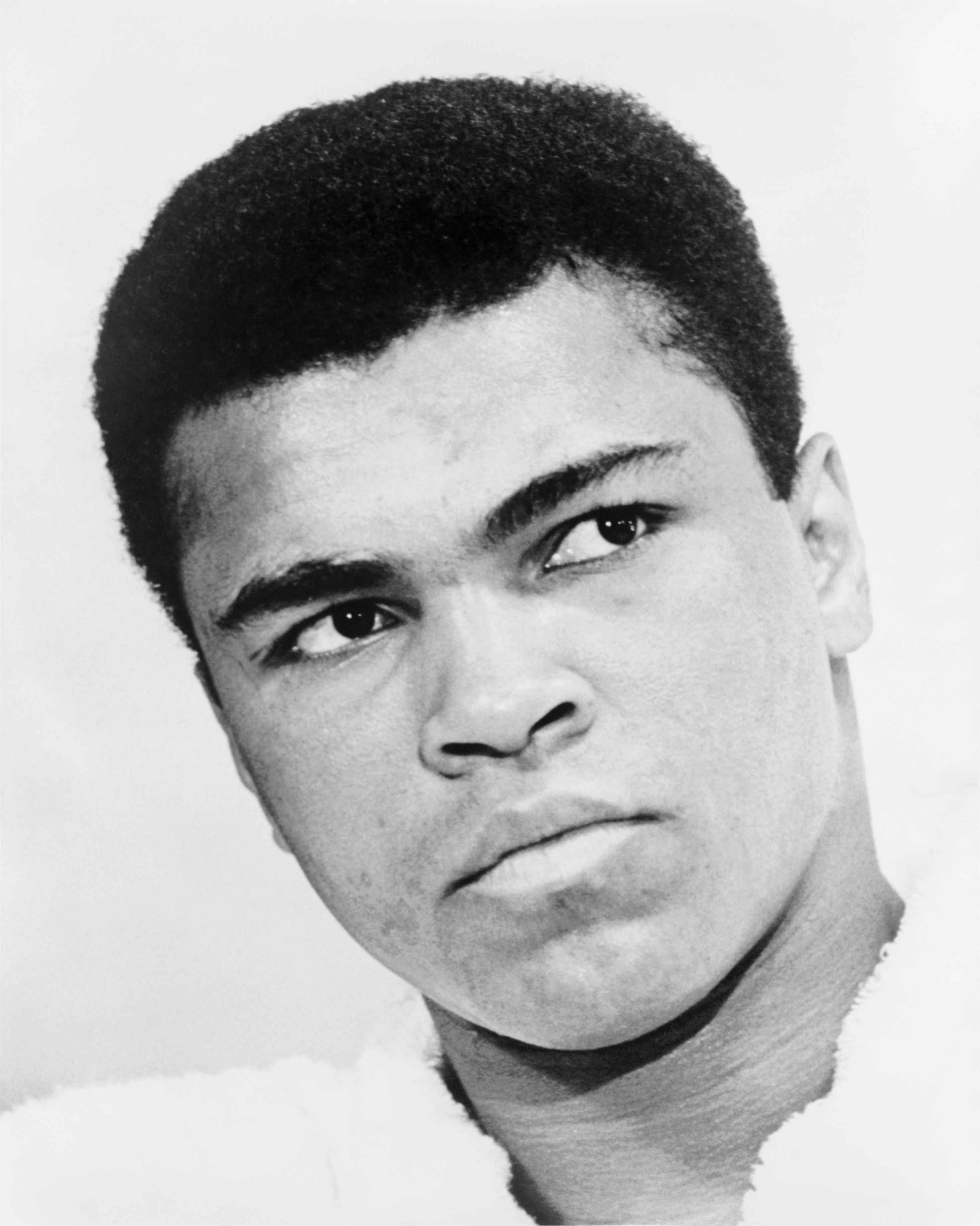
20世紀の「スポーツマン・オブ・ザ・センチュリー」に選出されたモハメド・アリ

1999年、ニューヨークのマディソン・スクエア・ガーデンでSI誌が開催した「20世紀スポーツ賞」で、モハメド・アリを「スポーツマン・オブ・ザ・センチュリー」に選出した。

### モハメド・アリ・レガシー賞
2008年、「世界を変えるための手段としてスポーツマンシップ、リーダーシップ、慈善活動の理想を体現した元スポーツ選手」を毎年表彰する「スポーツマン・レガシー賞」を創設した。2015年、SI誌はこの賞を「モハメド・アリ・レガシー賞」に改名した。アリは1963年に初めてSI誌の表紙に登場し、そのキャリアの中で何度も表紙を飾ってきた。受賞者を選ぶ際には、アリの未亡人であるロニー・アリが相談に乗っている。

## 表紙の歴史
以下に、SI誌の表紙を多く飾った選手・チームの一覧を挙げる。
SI誌の表紙を巡っては、表紙に掲載された選手やチームがその後不運に見舞われるというジンクスが存在する。
選手個人の登場回数ランキング（1954年〜2016年）
| 選手                           | スポーツ               | 表紙登場回数 |
| ------------------------------ | ---------------------- | ------------ |
| マイケル・ジョーダン           | バスケットボール       | 50           |
| モハメド・アリ                 | ボクシング             | 40           |
| レブロン・ジェームズ           | バスケットボール       | 25           |
| タイガー・ウッズ               | ゴルフ                 | 24           |
| マジック・ジョンソン           | バスケットボール       | 23           |
| カリーム・アブドゥル＝ジャバー | バスケットボール       | 22           |
| トム・ブレイディ               | アメリカンフットボール | 20           |

チームの登場回数ランキング（1954年〜2008年5月）
| チーム                                   | スポーツ               | 表紙登場回数 |
| ---------------------------------------- | ---------------------- | ------------ |
| ロサンゼルス・レイカーズ                 | バスケットボール       | 67           |
| セントルイス・カージナルス               | 野球                   | 49           |
| ダラス・カウボーイズ                     | アメリカンフットボール | 48           |
| ボストン・レッドソックス                 | 野球                   | 46           |
| シカゴ・ブルズ                           | バスケットボール       | 45           |
| ボストン・セルティックス                 | バスケットボール       | 44           |
| ロサンゼルス・ドジャーズ                 | 野球                   | 40           |
| シンシナティ・レッズ                     | 野球                   | 37           |
| サンフランシスコ・フォーティーナイナーズ | アメリカンフットボール | 33           |

スポーツ別の登場回数ランキング（1954年〜2009年）
| スポーツ                   | 表紙登場回数 |
| -------------------------- | ------------ |
| MLB                        | 628          |
| NFL                        | 550          |
| NBA                        | 325          |
| カレッジ・フットボール     | 202          |
| カレッジ・バスケットボール | 181          |
| ゴルフ                     | 155          |
| ボクシング                 | 134          |
| NHL                        | 100          |
| 陸上競技                   | 99           |
| テニス                     | 78           |

表紙を飾った日本人（個人）
| 人物       | スポーツ       | 号                              | 備考                     |
| ---------- | -------------- | ------------------------------- | ------------------------ |
| 坂井義則   | 陸上競技       | 1964年10月19日号                |                          |
| 金野昭次   | スキージャンプ | 1971年11月15日号                |                          |
| 王貞治     | 野球           | 1977年8月15日号                 |                          |
| 渡辺久信   | 野球           | 1994年10月31日号                |                          |
| 野茂英雄   | 野球           | 1995年7月10日号                 |                          |
| イチロー   | 野球           | 2001年5月28日号                 |                          |
| イチロー   | 野球           | 2002年7月8日号                  |                          |
| イチロー   | 野球           | 2003年5月5日号                  |                          |
| イチロー   | 野球           | 2004年10月4日号                 |                          |
| 松坂大輔   | 野球           | 2007年3月26日号                 |                          |
| 福留孝介   | 野球           | 2008年5月5日号                  |                          |
| 田中将大   | 野球           | 2014年3月31日号                 |                          |
| 大谷翔平   | 野球           | 2018年3月26日号                 | マイク・トラウトとともに |
| 大谷翔平   | 野球           | 2020年MLB開幕特集号（西地区版） | ムーキー・ベッツとともに |
| 大谷翔平   | 野球           | 2021年10月号                    | 2種の表紙がある          |
| 大坂なおみ | テニス         | 2021年8月水着特集号             | 3種の表紙の中の1種       |

なお、大谷翔平は姉妹誌である『スポーツ・イラストレイテッド・キッズ』の表紙も飾っている（2020年3・4月号）。

## ライバル誌
スポーツ・イラストレイテッドのライバル誌としては、ベルナール・マクファデンが創刊した『スポート』(SPORT)誌ががあったが、2000年に休刊となった。『スポート』誌は1946年創刊の老舗スポーツ誌で、MLB、NFL、NBAの三大スポーツの選手をランキング形式で特集するなど、専門的なスポーツ誌として人気があった。また、オリンピックなど大きなスポーツ競技会前に行うメダル獲得予想は恒例となっていた。

### 情報源
- MacCambridge, Michael (1997), The Franchise: A History of Sports Illustrated Magazine, Hyperion Press, ISBN 0-7868-6216-5.
- Fleder, Rob (2005), Sports Illustrated 50: The Anniversary Book, Time Inc., ISBN 1-932273-49-2.
- Regli, Philip (1998), The Collectors Guide to Sports Illustrated and Sports Publications, Beckett, ISBN 1-887432-49-3.